# مدل کلایتون
در اخترفیزیک، مدل کلایتون (به انگلیسی: Clayton model) یکی از مدل‌های بررسی درون ستارگان می‌باشد. مدل کلایتون یک مدل خوب برای بررسی ستارگان می‌باشد زیرا فشار مرکزی ستارگان را تا حدود بسیار خوبی توجیه می‌کند. این مدل توسط د. د کلایتون (به انگلیسی: D.D Clayton) در سال ۱۹۸۶ ارائه شد.
دونالد کلایتون ابتدا با بررسی رفتار فشار ستاره در مرکز و این تقریب که در مرکز ستاره می‌توانیم چگالی را ثابت در نظر بگیریم و تقریب‌هایی منطقی در مورد میانگین فشار و نحوه تغییرات فشار تابع شعاع؛ مدل خود را ارائه کرد.
این مدل فشار مرکزی ستاره خودمان (خورشید) را نیز توجیه می‌کند. علّت اساسی خوب بودن این مدل این است که برای یک ستاره بجای اینکه حدسی اوّلیه برای تابعیت چگالی بزنیم، یک حدس منطقی برای تابعیت فشار زده‌ایم.

## ریاضیات مدل کلایتون
در این مدل حدس می‌زنیم تغییرات ناشی از فشار به شکل روبرو است:
{\displaystyle {dP \over dr}=-{4\pi  \over 3}G\rho _{c}^{2}r\exp(-{r^{2} \over a^{2}})}
که در رابطه بالا G ثابت جهانی گرانش است، {\displaystyle \rho _{c}} چگالی مرکز ستاره است و a یک پارامتر طولی در ستاره است که به کمک ابزارهای رصدی تعیین می‌شود.
به کمک رابطه بالا پارامترهای متعددی از جمله فشار ،جرم، چگالی و حتی دمای ستاره تعیین می‌شود.
برای فشار از رابطه انتگرال می‌گیریم:
{\displaystyle P_{c}-P_{r}=\int _{0}^{r}{4\pi  \over 3}G\rho _{c}^{2}r\exp(-{r^{2} \over a^{2}})dr\Longrightarrow P_{c}-P_{r}=-{{2\pi G} \over 3}\rho _{c}^{2}a^{2}\int _{0}^{r^{2} \over a^{2}}\exp(-{r^{2} \over a^{2}})d({r^{2} \over a^{2}})}
حال از انتگرال بالا داریم:
{\displaystyle P_{c}-P_{r}={{2\pi G} \over 3}\rho _{c}^{2}a^{2}(1-\exp(-{r^{2} \over a^{2}}))}
که در حالت حدی در نظر می‌گیریم شعاع ستاره بینهایت است و فشار سطح صفر است در نتیجه برای فشار مرکز داریم:
{\displaystyle P_{c}={{2\pi G} \over 3}\rho _{c}^{2}a^{2}}
برای یافتن جرم ابتدا می‌دانیم که گرادیان فشار ستاره عبارت است از:
{\displaystyle {dP \over dr}=-\rho (r)g(r)}
از طرفی نیز می‌دانیم که تعریف چگالی عبارت است از {\displaystyle \rho (r)={dM \over dV}} بنابراین با برابر گذاشتن دو رابطه جرم تابعی از شعاع نیز بدست می‌آید. همچنین تابعیت چگالی از همین روابط قابل استخراج است و با فرض گاز کامل می‌توانیم تابعیت دما را نیز بیابیم.